# (32557) 2001 QT30
2001 QT30 (asteroide 32557) é um asteroide da cintura principal. Possui uma excentricidade de 0.09448250 e uma inclinação de 1.08696º.
Este asteroide foi descoberto no dia 16 de agosto de 2001 por LINEAR em Socorro.